# Lee Cronin
Pour les articles homonymes, voir Cronin.
Lee Cronin est un réalisateur et scénariste irlandais né à Dublin. Il est principalement actif dans le cinéma d'horreur avec les longs métrages The Only Child - L'Enfant unique et Evil Dead Rise.

## Biographie
Lee Cronin se fait notamment repérer avec son court métrage Ghost Train (2013), qui obtient divers prix dont un Méliès d'argent au festival de Molins. Il réalise quelques autres courts puis deux épisodes de la série The Masterplan (2011). Il participe ensuite au film à sketches Minutes Past Midnight qui sort en 2016. Il poursuit dans l'horreur et réalise son premier long métrage The Only Child - L'Enfant unique, qui sort en 2019,.
Projeté dans divers festivals, The Only Child - L'Enfant unique reçoit plusieurs distinctions. Le film est par ailleurs repéré par Romel Adam, collaborateur de Sam Raimi. Lee Cronin rencontre donc le réalisateur-producteur courant 2019. Après l'entretien avec ce dernier, il lui propose de développer le cinquième opus de la franchise Evil Dead créée par Sam Raimi. Evil Dead Rise sort courant 2023,. Tourné en Nouvelle-Zélande, Evil Dead Rise fait partie des films les plus rentables de 2023 avec 146 millions de dollars de recettes pour un budget de 19 millions.
En juin 2024, il est annoncé comme réalisateur et scénariste d'un nouvelle tentative de reboot de la franchise La Momie pour Blumhouse Productions, Atomic Monster et New Line Cinema,. Cette nouvelle adaptation sortira en 2026.

## Filmographie
Sauf indication contraire, les informations mentionnées dans cette section peuvent être confirmées par la base de données cinématographiques IMDb,  présente dans la section « Liens externes ».

### Réalisateur
- 2004 : Wilbur & Anto (court métrage)
- 2010 : Through the Night (court métrage)
- 2011 : Billy & Chuck (court métrage)
- 2011 : The Masterplan (série TV) - 2 épisodes
- 2013 : Ghost Train (court métrage)
- 2016 : Minutes Past Midnight - segment Ghost Train
- 2019 : The Only Child - L'Enfant unique (The Hole in the Ground)
- 2020 : 50 States of Fright (série TV) - 2 épisodes
- 2023 : Evil Dead Rise
- 2026 : The Mummy (également producteur)

### Scénariste
- 2004 : Wilbur & Anto (court métrage) de lui-même
- 2010 : Through the Night (court métrage) de lui-même
- 2011 : Billy & Chuck (court métrage) de lui-même
- 2011 : The Masterplan (série TV) - 2 épisodes
- 2013 : Ghost Train (court métrage) de lui-même
- 2016 : Minutes Past Midnight - segment Ghost Train de lui-même
- 2019 : The Only Child - L'Enfant unique (The Hole in the Ground) de lui-même
- 2020 : 50 States of Fright (série TV) - 2 épisodes
- 2023 : Evil Dead Rise de lui-même
- 2026 : The Mummy de lui-même

### Producteur
- 2026 : Evil Dead Burn de Sébastien Vaniček

## Distinctions
Source : Internet Movie Database

### Récompenses
- San Sebastián Horror and Fantasy Film Festival 2014 : prix du jury du meilleur court métrage pour Ghost Train
- Molins Film Festival 2014 : Méliès d'argent du meilleur court métrage pour Ghost Train
- Fant, Bilbao Fantasy Film Festival 2019 : prix du jury du meilleur film pour The Only Child - L'Enfant unique
- Fangoria Chainsaw Awards 2024 : meilleur réalisateur pour Evil Dead Rise

### Nominations
- Les Arcs Film Festival 2014 : meilleur court métrage pour Ghost Train
- Saturn Awards 2019 : prix Legion M Breakout Director pour The Only Child - L'Enfant unique
- Festival international du film fantastique de Neuchâtel 2019 : prix Narcisse du meilleur film pour The Only Child - L'Enfant unique
- MOTELx - Festival Internacional de Cinema de Terror de Lisboa 2019 : Méliès d'argent du meilleur film européen pour The Only Child - L'Enfant unique
- Festival international du film de La Roche-sur-Yon 2019 : en compétition internationale pour The Only Child - L'Enfant unique
- Festival européen du film fantastique de Strasbourg 2019 : meilleur film international pour The Only Child - L'Enfant unique, meilleur film fantastique européen pour The Only Child - L'Enfant unique
- Fangoria Chainsaw Awards 2020 : meilleur premier film pour The Only Child - L'Enfant unique
- Irish Film and Television Awards 2020 : prix Rising Star, meilleur réalisateur pour The Only Child - L'Enfant unique
- Festival South by Southwest 2023 : prix du public pour Evil Dead Rise
- Golden Scythe Horror Awards 2024 : meilleur réalisateur pour Evil Dead Rise